# Мокрый Семенёк
Мокрый Семенёк — деревня в Измалковском районе Липецкой области. Входит в состав Васильевского сельского поселения.

## География
Деревня расположена в 41 км от Ельца. Через село протекает река Семенёк, давшая название деревне. Высота над уровнем моря — 231 м. В деревне одна улица — Речная.

## Население
| 2010 |
| ---- |
| 122  |

## Экономика
В селе находится магазин «Товары повседневного спроса».
В 2009 году в селе построен современный хозяйство «Колос». В этом же году был собран урожай пшеницы на 50 центнеров с гектара, картофеля — 0.4 центенера с гектара. Ёмкости для хранения зерна вмещают 40 т, имеется овощехранилище, оборудованное системой климат-контроля.